# 蒙古征服中亞
蒙古帝國對中亞的征服發生在蒙古人於1206年統一蒙古高原的蒙古、突厥各部族之後，該征途在1221年征服花剌子模帝國後完成。後續的相關戰事在1225年結束。

## 西遼戰事（1216-1218年）
早在征服行動前，裕固族、葛邏祿與當地突厥人便已經臣服蒙古。由回鶻人建立的高昌回鶻雖是西遼的附庸，但在1210年，該國的統治者巴而朮·阿而忒·的斤到蒙古大帳並宣示效忠蒙古。後來位於楚河溪谷的葛邏祿也效仿了上者的行為。
而西遼（黑契丹）其實就是先前遼國的契丹人，他們原先統治的地方被隨後建立金朝的女真人趕走。1124年，一些契丹人在耶律大石的帶領下西遷，並在七河地區與楚河建立西遼；隨後他們在卡特萬之戰戰勝塞爾柱王朝的蘇丹艾哈邁德·桑賈爾後，獲得在中亞的霸權。然而他們的霸權在1211年被花剌子模帝國的阿拉烏丁·摩訶末與屈出律所粉碎，陷入流亡的乃蠻王子被迫逃到成吉思汗那裏尋求庇護。而屈出律本來是被西遼所庇護的，但她後來卻篡奪了菊兒汗的王位。
後來屈出律出征阿力麻里，使得蒙古的附庸葛邏祿向成吉思汗求援，因此在1216年，成吉思汗派出哲別來追擊之。後來蒙古軍隊在八剌沙袞擊敗西遼軍隊，屈出律因而逃亡，但最終在1218年被殺死。

## 花剌子模帝國戰事（1219-1221年）
起初，蒙古帝國並無意進攻花剌子模帝國，根據阿塔·馬里克·志費尼表示，蒙古曾派出使者覲見花剌子模蘇丹阿拉烏丁·摩訶末並表示尋求貿易的訊息，並以鄰居的身分歡迎道：「我是朝陽之地的主人，而你統治著夕陽之地。讓我們締結一份持堅定友誼的和平條約吧。」或者道：「我是朝陽之地的可汗，而你是夕陽之地的蘇丹：讓我們締結一份持堅定友誼的和平條約吧。」然而，阿拉烏丁·摩訶末並不認為成吉思汗是個愛好和平的人，結果他下令訛答剌的地方官員殺死具有外交大使地位的蒙古商人與使節──此舉使成吉思汗勃然大怒，並決定出征花剌子模。
本次行動主要由哲別與速不台主持。成吉思汗本尊從首都哈剌和林一路經準噶爾進入今天的哈薩克內，並建立了一個為不遠的戰爭而準備的軍營。此次動用的士兵人數大致為十萬到二十萬左右，各數據間差距很大。1219年秋，軍隊南下，並佔領了河中地區，期間成吉思汗不斷地提前向附近城市宣稱：如果他們放棄抵抗，他們就會倖免於難，否則就會被殺光。隨後許多城市都被夷平，除了工匠之外的所有百姓都被殺光。蒙古軍隊的成就前所未有，以致他們所到之處，其損失無法估計。
引發這場戰爭的導火線的訛答剌在1219年落入蒙古之手；隔年（1220年）春天，造成此起事件的地方官員在撒馬爾罕附近被抓，據稱他後來被融化的銀倒進他的眼睛與耳朵內，使其痛苦致死。同年，蒙古人劫掠、摧毀了布哈拉，為此成吉思汗動用了兩萬兵馬；隨後撒馬爾罕也遭到了同樣的命運，花剌子模帝國自此被併入蒙古帝國的版圖。阿拉烏丁·摩訶末被迫逃亡，他一路逃到裏海的一座島嶼上並於1220年底至1221年初左右死去。

## 後續戰事
由於蒙古人並不知道阿拉烏丁·摩訶末的生死，所以在成吉思汗返回蒙古高原時，讓哲別跟速不台帶兵去偵查裏海周邊，另一批由朮赤領導的軍隊則往北。儘管阿拉烏丁·摩訶末後來已死，哲別跟速不台的軍隊始終沒有找到他的下落。他們先穿過了當時信奉基督教的喬治亞王國，然後一路往北途中，在卡利奇克河與庫曼人交手。蒙古人一度受困，但後來他們透過派出特使給庫曼人一批戰利品，蒙古人再藉著時良機擊敗庫曼人奪回戰利品，最後他們一路逃到當時已經由蒙古控制的克里米亞以北之草原。後來他們遇到了一支由八萬人組成的羅斯-庫曼聯軍──他們正朝著蒙古人在聶伯河的臨時據點進發。蒙古人隨後佯退了九天，直到聯軍已經被蒙古伺機分割的七零八落，最後蒙古人贏得了迦勒迦河之戰。
至於朮赤的軍隊，他們在1223年末或1224年底，遇到了正在折返的哲別、速不台軍隊。而隨著成吉思汗下令他們返回並參與鎮壓西夏的反叛行為，對中亞的征服至此告一段落。所有的蒙古軍隊於1225年再次全部集結完畢。

## 註腳
1. ↑  John Man, "Genghis Khan: Life, Death, and Resurrection", February 6, 2007. Page 180.
2. ↑  Svatopluk Soucek. . . Cambridge University Press. 2000. ISBN 0-521-65704-0.
3. ↑  Biran, Michal. . . Cambridge University Press. 2005: 60–90. ISBN 0-521-84226-3.
4. ↑  Svatopluk Soucek. . . Cambridge University Press. 2000. ISBN 0-521-65704-0.
5. ↑  Biran, Michal. . Cambridge University Press. 2005: 84–85. ISBN 0-521-84226-3.
6. ↑  Ratchnevsky, Paul. Genghis Khan: His Life and Legacy, p. 120.
7. 1 2 3 4 5 6 7  Mote, F.W. . . Harvard University Press. 2016-01-13: 428-434  [2022-04-21]. ISBN 0674012127. （原始内容存档于2016-02-13） （英語）. |year=与|date=不匹配 (帮助)
8. ↑  Ah Xiang. . 2016-01-13  [2022-04-21]. （原始内容存档于2016-01-01） （英語）.
9. ↑  Syed / Usmani / Akhtar. . . Vij Books India. 2011: 172. ISBN 0521497817 （英語）.
10. ↑  Gernet, Jacques. . . Cambridge University Press. 1996: 361–363  [2022-04-21]. ISBN 0521497817. （原始内容存档于2016-03-04） （英語）.
11. ↑  Mikaberidze, Alexander. . ABC-CLIO. 2011: 329. ISBN 1598843362 （英語）.
12. ↑  Mikaberidze, Alexander. . ABC-CLIO. 2011: 441. ISBN 1598843362 （英語）.
13. 1 2  Man, John. . . Corgi. 2015: 89–94  [2022-04-21]. ISBN 9780552168809. （原始内容存档于2016-02-07） （英語）.
14. 1 2  Man, John. . . St. Martin's Griffin. 2007: 213–222  [2022-04-21]. ISBN 9780553814989. （原始内容存档于2017-07-10） （英語）.
15. ↑  Turnbull, Stephen. . Osprey Publishing. 2003: 10  [2022-04-21]. ISBN 1841765236. （原始内容存档于2022-04-21） （英語）.